# Saint-Nicolas, Pas-de-Calais
Saint-Nicolas hoặc Saint-Nicolas-lez-Arras là một xã ở tỉnh Pas-de-Calais, vùng Hauts-de-France, Pháp. 

## Dân số
| 1962                                                         | 1968 | 1975 | 1982 | 1990 | 1999 | 2006 |
| ------------------------------------------------------------ | ---- | ---- | ---- | ---- | ---- | ---- |
| 1936                                                         | 2402 | 4072 | 6224 | 6121 | 5659 | 5205 |
| Số liệu điều tra dân số từ năm 1962, dân số chỉ tính một lần |      |      |      |      |      |      |

## Địa điểm nổi bật
- Nhà thờ St.Nicholas, được xây lại sau đệ nhất thế chiến.

## Nhân vật
- Jean Bodel, nhà thơ